# العلاقات الأذربيجانية البلغارية
العلاقات الأذربيجانية البلغارية هي العلاقات الثنائية التي تجمع بين أذربيجان وبلغاريا.

## مقارنة بين البلدين
هذه مقارنة عامة ومرجعية للدولتين:
| وجه المقارنة                                              | أذربيجان        | بلغاريا                                                                             |
| --------------------------------------------------------- | --------------- | ----------------------------------------------------------------------------------- |
| المساحة (كم2)                                             | 86.60 ألف       | 110.99 ألف                                                                          |
| عدد السكان (نسمة)                                         | 10.00 مليون     | 7.08 مليون                                                                          |
| الكثافة السكانية (ن./كم²)                                 | 115.47          | 63.79                                                                               |
| العاصمة                                                   | باكو            | صوفيا                                                                               |
| اللغة الرسمية                                             | اللغة الأذرية   | اللغة البلغارية                                                                     |
| العملة                                                    | مانات أذربيجاني | ليف بلغاري                                                                          |
| الناتج المحلي الإجمالي (بليون دولار)                      | 40.75 مليار     | 56.83 مليار                                                                         |
| الناتج المحلي الإجمالي (تعادل القوة الشرائية) بليون دولار | 171.56 مليار    | 130.99 مليار                                                                        |
| الناتج المحلي الإجمالي الاسمي للفرد دولار أمريكي          | 5.50 ألف        | 8.03 ألف                                                                            |
| الناتج المحلي الإجمالي للفرد دولار أمريكي                 | 17.52 ألف       | 17.21 ألف                                                                           |
| مؤشر التنمية البشرية                                      | 0.751           | 0.782                                                                               |
| رمز المكالمات الدولي                                      | +994            | +359                                                                                |
| رمز الإنترنت                                              | .az             | .bg، .бг ‏                                                                           |
| المنطقة الزمنية                                           | ت ع م+04:00     | ت ع م+02:00، ت ع م+03:00، أوروبا/صوفيا ‏، توقيت شرق أوروبا، توقيت شرق أوروبا الصيفي ‏ |

## مدن متوأمة
في ما يلي قائمة باتفاقيات التوأمة بين مدن أذربيجانية وبلغارية:
- ترتبط شاكي مع غابروفو باتفاقية توأمة منذ 2004.

## منظمات دولية مشتركة
يشترك البلدان في عضوية مجموعة من المنظمات الدولية، منها:
| علم المنظمة | اسم المنظمة                               | تاريخ انضمام أذربيجان | تاريخ انضمام بلغاريا |
| ----------- | ----------------------------------------- | --------------------- | -------------------- |
|             | الاتحاد البريدي العالمي                   | ?                     | ?                    |
|             | يونسكو                                    | 3 يونيو 1992          | 17 مايو 1956         |
|             | البنك الدولي للإنشاء والتعمير             | 18 سبتمبر 1992        | 25 سبتمبر 1990       |
|             | وكالة ضمان الاستثمار متعدد الأطراف        | 23 سبتمبر 1992        | 23 سبتمبر 1992       |
|             | الاتحاد الدولي للاتصالات                  | 10 أبريل 1992         | 18 سبتمبر 1880       |
|             | منظمة الشرطة الجنائية الدولية             | ?                     | ?                    |
|             | مؤسسة التمويل الدولية                     | 11 أكتوبر 1995        | 22 يوليو 1991        |
|             | الأمم المتحدة                             | 2 مارس 1992           | 14 ديسمبر 1955       |
|             | منظمة الأمن والتعاون في أوروبا            | 30 يناير 1992         | 25 يونيو 1973        |
|             | مجلس أوروبا                               | 25 فبراير 2001        | 7 مايو 1992          |
|             | منظمة التعاون الاقتصادي للبحر الأسود      | ?                     | ?                    |
|             | منظمة حظر الأسلحة الكيميائية              | ?                     | ?                    |
|             | المركز الدولي لتسوية المنازعات الاستشارية | 18 أكتوبر 1992        | 13 مايو 2001         |

## وصلات خارجية
- موقع وزارة الخارجية الأذربيجانية
- موقع وزارة الخارجية البلغارية